# Préfecture du Kloto

La préfecture du Kloto est une préfecture du Togo, située dans la région des plateaux. Son chef-lieu est Kpalimé.

## Géographie
Elle est située à l'ouest du Togo, entre la préfecture d'Agou, au sud et la préfecture de Danyi, au nord. 
Son altitude moyenne est de 700 mètres.
Il s'y trouve le massif d'Avatimé, et tout près, le plus haut sommet du Togo, le mont Agou, qui culmine à 986 mètres d'altitude.

## Démographie
Sa population estimée (2002) est de 165 000 habitants. C'est la deuxième plus importante de la région, après la préfecture d'Ogou.

## Économie
Les plantations de café et de cacao sont les principales richesses de la préfecture.

### Agriculture
La région possède de nombreux atouts pour la culture. Le climat y est qualifié de soudano-guinéen[Par qui ?], et les précipitations moyennes annuelles vont de 1 200 à 1 400 millimètres de pluie. La pluviométrie n’est donc pas un obstacle pour la culture. Les sols, pour la plupart ferrallitiques et ferrugineux, sont très riches et favorisent également l’exploitation des sols. Les cultures rencontrées sont essentiellement des cultures vivrières (maïs, igname, manioc, riz), des cultures de rente (café, cacao, coton) et les cultures maraîchères (tomate, piment, épinard, choux, gombo).